# Cielo

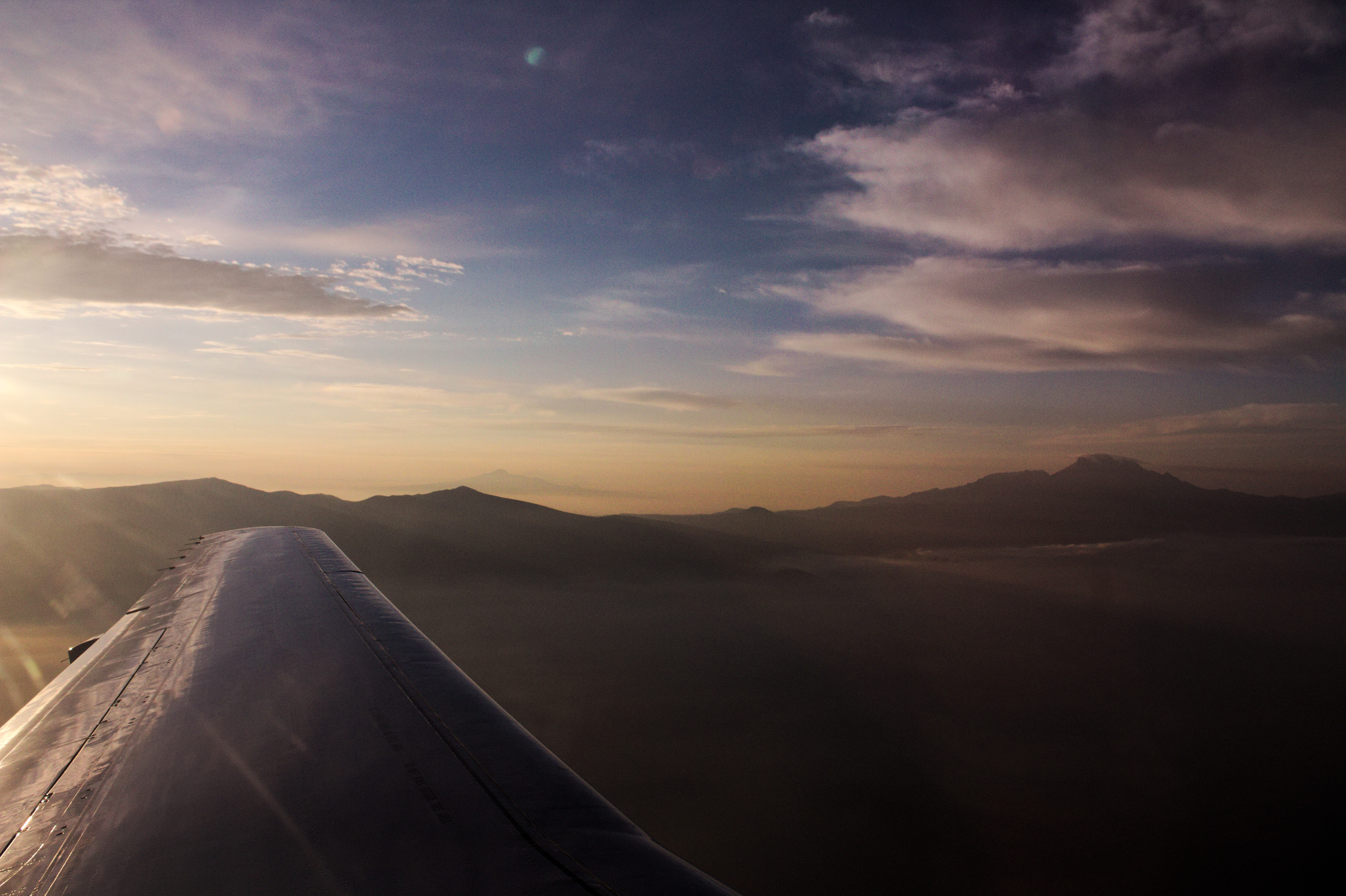
Vista desde un avión del panorama.

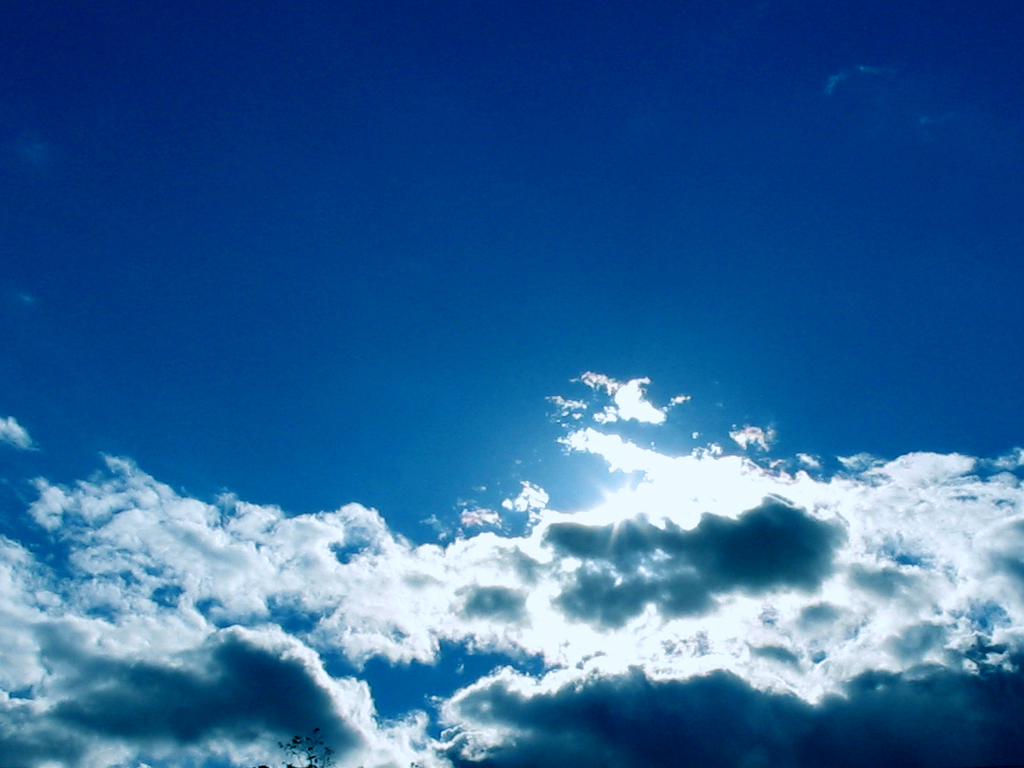
Vista diurna del cielo.

Cielo (del latín caelum; de caelum tangi: ser –tocado– herido por el rayo) se define a menudo como el espacio en el que se mueven los astros y que por efecto visual parece rodear la Tierra. 
En astronomía, cielo es sinónimo de esfera celeste: una bóveda imaginaria sobre la cual se distribuyen el Sol, las estrellas, los planetas y la Luna. La esfera celeste se divide en regiones denominadas constelaciones.
En la mitología romana, Caelus era el dios del cielo, equivalente al Urano griego.
En meteorología el término cielo hace referencia a la zona gaseosa más densa de la atmósfera de un planeta.
Algunos de los fenómenos naturales vistos en el cielo son las nubes, el arcoíris y el orto. El relámpago se puede ver en el cielo durante las tormentas eléctricas. Como resultado de actividades humanas, la neblina se ve a menudo sobre ciudades grandes durante las primeras horas del día. 

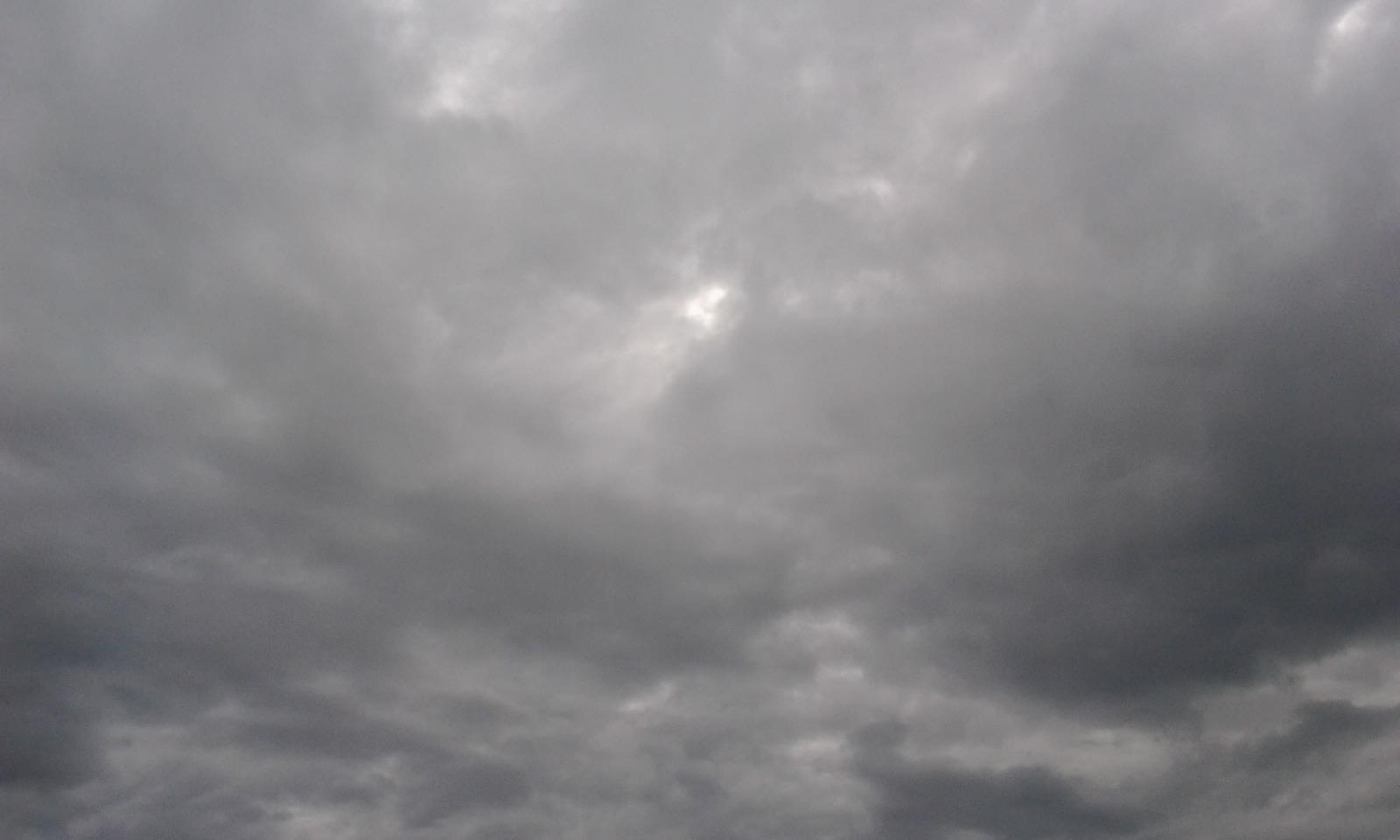
Vista del cielo nublado.

Normalmente, el término cielo se refiere informalmente a una perspectiva desde la superficie de la Tierra; sin embargo, el significado y el uso pueden variar. Un observador en la superficie de la Tierra puede ver una pequeña parte del cielo, que se asemeja a una cúpula (a veces llamada cuenco celeste) que parece más plana durante el día que por la noche. En algunos casos, como al hablar del tiempo, el cielo se refiere sólo a las capas más bajas y densas de la atmósfera.
El cielo diurno aparece azul porque las moléculas de aire dispersan longitudes de onda más cortas de luz solar más que las más largas (luz más roja). El cielo nocturno parece una superficie o región mayoritariamente oscura salpicada de estrellas. El Sol y a veces la Luna son visibles en el cielo diurno a menos que estén oscurecidos por nubes. Por la noche, la Luna, los planetas y las estrellas también son visibles en el cielo.
Algunos de los fenómenos naturales que se ven en el cielo son las nubes, los arco iris y las auroras. Los relámpagos y las precipitaciones también son visibles en el cielo. Algunas aves e insectos, así como inventos humanos como aviones y cometas, pueden volar en el cielo. Debido al actividades humanas, a menudo se ve smog durante el día y contaminación lumínica durante la noche sobre las grandes ciudades.

## Etimología
La palabra castellana "cielo" procede etimológicamente de la latina caelum. Su origen es incierto, aunque se ha propuesto la raíz protoindoeuropea *kaid-slo-, que en otras lenguas del grupo compone palabras con el significado de "brillante" y "claro". Existen otras propuestas, como la palabra griega koilon ("cóncavo", "hueco") y el verbo latino caedere ("cortar", de la raíz protoindoeuropea *kaə-id -"cortar", "hendir"-), del que derivaría por su uso por los augures al referirse al corte de las esferas celestiales.

## El color del cielo

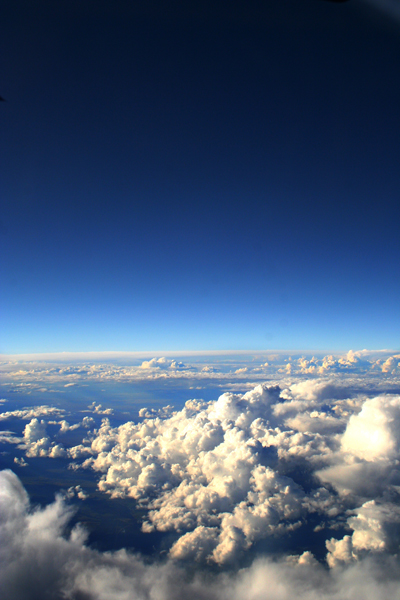
Vista desde un avión del cielo, donde se ve el cambio de tonalidad.

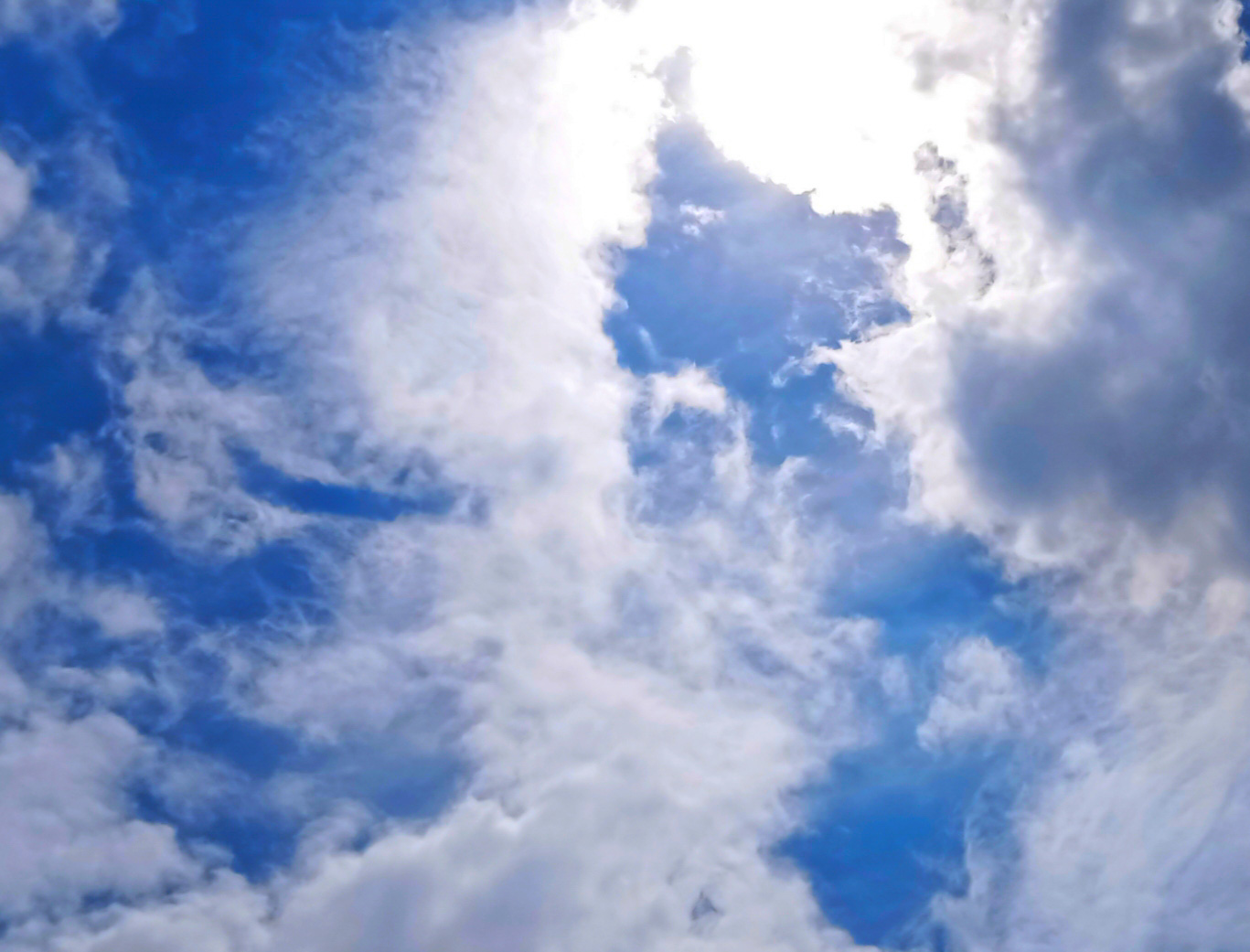
El cielo durante el día

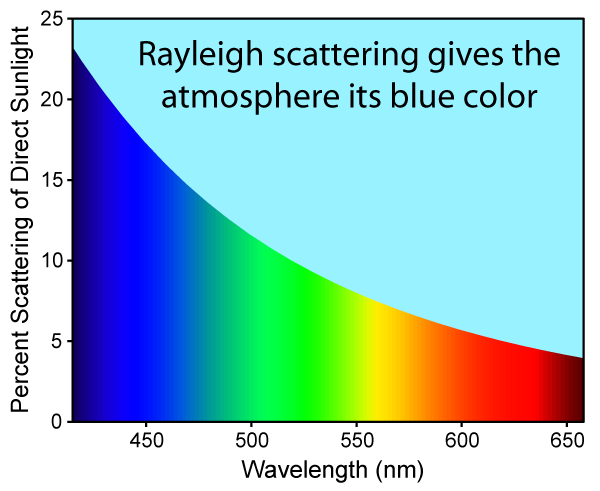
La atmósfera terrestre dispersa una mayor proporción de luz azul que de luz roja.

El color del cielo es resultado de la gran interacción de la luz solar con la atmósfera. En un día de sol el cielo de nuestro planeta se ve generalmente azul celeste. El color varía entre el naranja y rojo durante el amanecer y al atardecer. Cuando llega la noche el color pasa a ser un azul oscuro. Durante el día el Sol se puede ver en el cielo, a menos que esté oculto por las nubes. Durante la noche (y en cierto grado durante el día) la Luna, las estrellas y, en ocasiones, algunos planetas vecinos son visibles en el cielo.
Según demostró Newton en su Óptica de 1704, aunque la luz procedente del sol se ve blanca, en realidad está compuesta por todos los colores del arcoíris, del rojo al violeta, pasando por el naranja, amarillo, verde y azul, y todos sus matices. Por otro lado, la luz está causada por partículas, los fotones, que se desplazan en ondas, vibrando a través del espacio. Algunos fotones viajan en ondas largas y suaves, como los que causan el color rojo, mientras que otros, como los que causan el azul, viajan en ondas más cortas. Si bien la luz viaja en línea recta, puede ser reflejada (como en un espejo), refractada (como en un prisma), o bien dispersada (como cuando choca con ciertas moléculas). Cuando la luz llega al planeta Tierra, colisiona con las moléculas que componen la atmósfera, pero no todas lo hacen de la misma manera: las ondas lumínicas que viajan en las "ondas más cortas", las azules, chocan más con las moléculas de la atmósfera que las largas, se dispersan entonces con más amplitud y frecuencia por el aire, "opacando" al resto y el cielo se ve azul.
A su vez, cuando el sol se pone en el horizonte, la luz que emite tiene que pasar por más cantidad de moléculas atmosféricas y entonces el azul se dispersa en exceso, dando oportunidad al resto de los colores, sobre todo a los que viajan en ondas largas y suaves como el rojo, el naranja, y el amarillo, a que se manifiesten ante los ojos de quien mira un atardecer.
Por otro lado, en lugares sin atmósfera, como la Luna, por ejemplo, la luz del Sol no choca con moléculas y llega "blanca". De esa manera es que, desde la Luna, se puede ver el espacio directamente.
Esta explicación fue dada por el físico inglés Rayleigh. Por eso, este descubrimiento fue nombrado en su honor “difusión de Rayleigh”.

## Historia de las explicaciones del color del cielo
Según See (1904), Leonardo da Vinci sugirió que el color azul del cielo se debe a la mezcla de la luz solar con el color negro del espacio. 
Isaac Newton pensaba que el azul del cielo se debía a pequeñas partículas de agua que «reflejan» la luz azul (Newton, 1730). Se suponía que su tamaño era tan pequeño que dejaba la atmósfera transparente. Newton esperaba que las partículas más grandes reflejaran colores diferentes. La teoría de Newton fue generalmente aceptada hasta bien entrado el siglo XIX. 
Un descubrimiento importante de la primera mitad del siglo XIX fue el de la polarización de la luz solar dispersada en la atmósfera, obra de François Arago en 1809.
De importancia esencial para la comprensión del color azul del cielo fueron los experimentos de laboratorio de John Tyndall, descritos, por ejemplo, en Tyndall (1869). Tyndall produjo pequeñas partículas de muchas composiciones diferentes en un cilindro de vidrio y observó el color y la polarización de la radiación dispersa. Descubrió que «en todos los casos, y con todas las sustancias, la nube que se forma al principio, cuando las partículas precipitadas son lo suficientemente finas, es azul». Además, descubrió que estas nubes azules polarizaban completamente la radiación dispersa en todos los casos, formando un ángulo recto entre la dirección de polarización y la dirección de propagación del haz incidente. 
En 1871, John William Strutt (barón Rayleigh III desde 1873) propuso una teoría tanto para la polarización como para la dependencia espectral de la radiación dispersada por partículas pequeñas en comparación con la longitud de onda (Strutt, 1871). En cuanto a la dependencia espectral, primero presentó una derivación de la famosa ley λ-4 basada únicamente en análisis dimensional, seguida de una derivación analítica. Strutt (1871) también comparó sus consideraciones teóricas con las observaciones de la dependencia espectral de la intensidad de la luz solar dispersada en el cenit, mostrando un buen acuerdo. Sin embargo, fue hasta 1899 cuando Lord Rayleigh III demostró que la dispersión por las moléculas de aire era suficiente para explicar los efectos observados (Lord Rayleigh, 1899).
En su publicación de 1953 titulada «Explicación del brillo y el color del cielo, en particular del cielo crepuscular», Edward Olson Hulburt (1890-1982) demostró que, en condiciones específicas de iluminación y observación, la dispersión de Rayleigh solo desempeña un papel secundario en el color azul del cielo. Basándose en simulaciones simplificadas de transferencia radiativa y en la aproximación de dispersión única, Hulburt (1953) concluyó que, para un ángulo cenital solar de 90º, solo 1/3 del color azul del cielo del cenit se debe a la dispersión de Rayleigh y 2/3 a la absorción de la radiación solar en las bandas de Chappuis del ozono. Curiosamente, Hulburt (1953) no explicó la procedencia exacta de su estimación, aunque se puede suponer que la estimación se basa en los espectros calculados en Hulburt, 1953, fig. 5. 

## Durante el crepúsculo

Amanecer es el comienzo del crepúsculo matutino.

El brillo y el color del cielo varían mucho a lo largo de un día, y la causa principal de estas propiedades también difiere. Cuando el Sol está muy por encima del horizonte, la dispersión directa de la luz solar (dispersión de Rayleigh) es la fuente de luz abrumadoramente dominante. Sin embargo, durante el crepúsculo, el periodo entre el atardecer y la noche o entre la noche y el amanecer, la situación es más compleja.

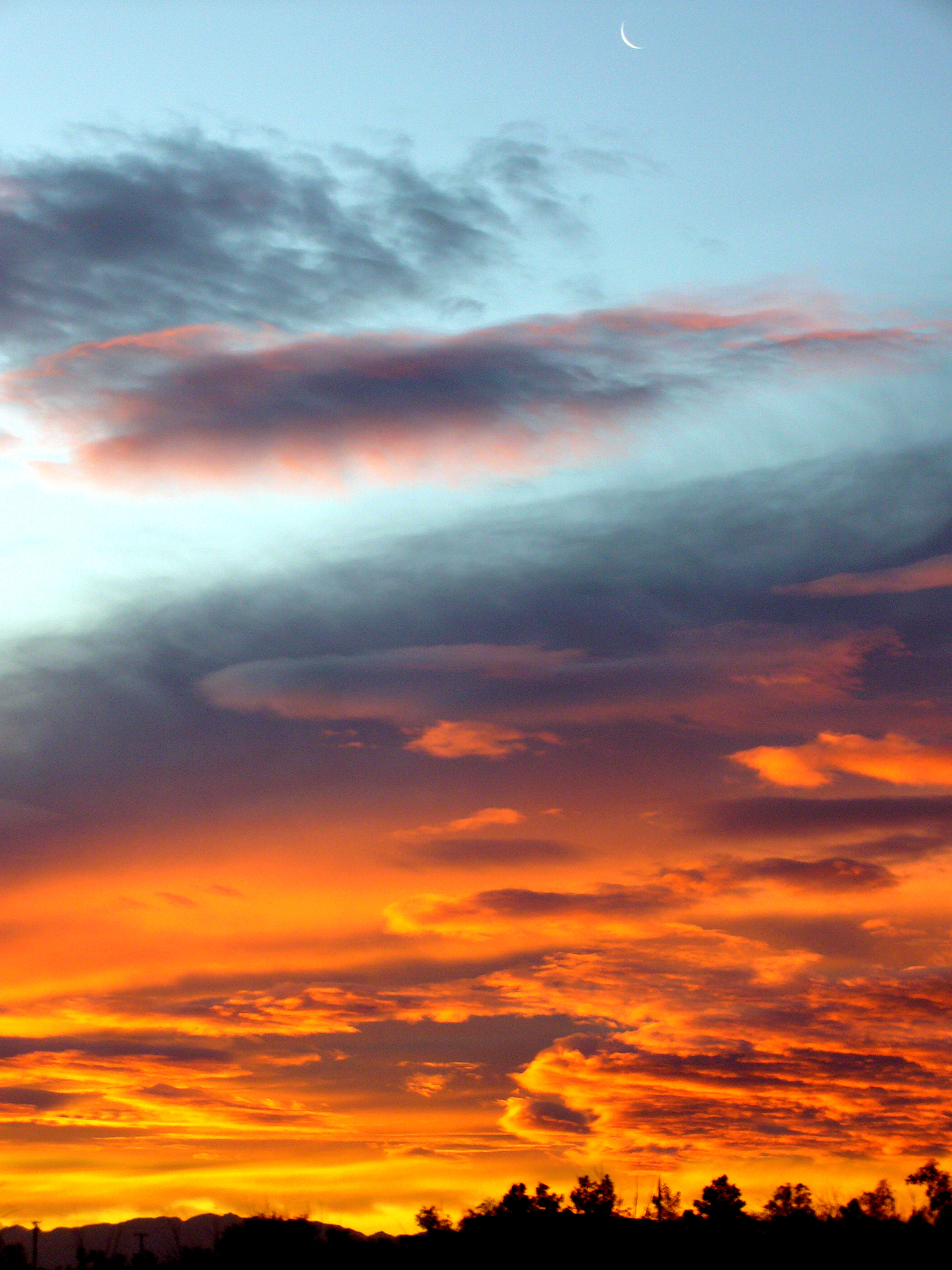
La media luna Luna permanece visible momentos antes de la salida del Sol.

Crepúsculo civil, náutico y astronómico. El crepúsculo es el final del crepúsculo vespertino.

Los destellos verdes y los rayos verdes son fenómenos ópticos que se producen poco después de la puesta de Sol o antes de su salida, cuando una mancha verde es visible por encima del Sol, normalmente durante no más de uno o dos segundos, o puede parecerse a un rayo verde que sale disparado desde el punto de puesta de Sol. Los destellos verdes son un grupo de fenómenos que tienen diferentes causas, la mayoría de los cuales se producen cuando hay una inversión de temperatura (cuando la temperatura aumenta con la altitud en lugar del descenso normal de la temperatura con la altitud). Los destellos verdes pueden observarse desde cualquier altitud (incluso desde un avión). Suelen verse sobre un horizonte despejado, por ejemplo sobre el océano, pero también sobre nubes y montañas. Los destellos verdes también pueden observarse en el horizonte en asociación con la Luna y planetas brillantes, incluidos Venus y Júpiter.
La sombra de la Tierra es la sombra que proyecta el planeta a través de su atmósfera y hacia el espacio exterior. Este fenómeno atmosférico es visible durante el crepúsculo civil (después de la puesta de sol y antes de su salida). Cuando las condiciones meteorológicas y el lugar de observación permiten una visión clara del horizonte, la franja de sombra aparece como una banda oscura o azulada opaca justo por encima del horizonte, en la parte baja del cielo opuesta a la dirección del Sol (poniente o naciente). Un fenómeno relacionado es el Cinturón de Venus (o arco anti crepuscular), una banda rosácea que es visible por encima de la banda azulada de la sombra de la Tierra en la misma parte del cielo. Ninguna línea definida divide la sombra de la Tierra y el Cinturón de Venus; una banda de color se desvanece en la otra en el cielo.
El crepúsculo se divide en tres etapas según la profundidad del Sol bajo el horizonte, medida en segmentos de 6°. Tras la puesta de Sol, se inicia el crepúsculo civil, que termina cuando el Sol desciende más de 6° por debajo del horizonte. Le sigue el crepúsculo náutico, cuando el Sol se encuentra entre 6° y 12° por debajo del horizonte (profundidad entre -6° y -12°), tras el cual viene el crepúsculo astronómico, definido como el periodo comprendido entre -12° y -18°. Cuando el Sol desciende más de 18° por debajo del horizonte, el cielo alcanza generalmente su brillo mínimo.
Se pueden identificar varias fuentes como origen del brillo intrínseco del cielo, a saber, el resplandor del aire, la dispersión indirecta de la luz solar, la dispersión de la luz de las estrellas y la contaminación lumínica artificial.

## Día

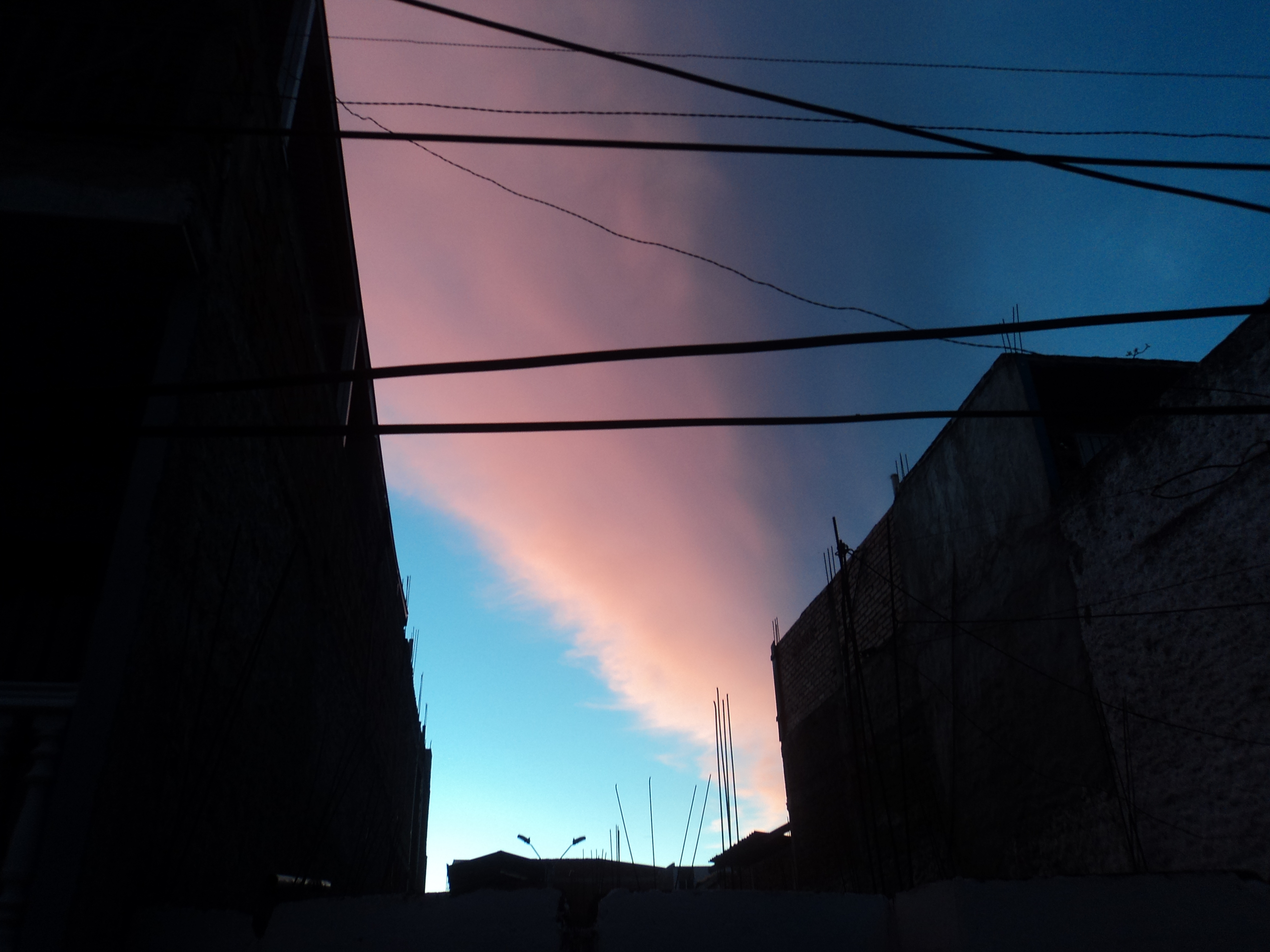
Cielo a las 6 de la tarde. Nótense los colores azul y rosado.

Durante el día se ve el cielo de color azul, debido a la desviación de la luz visible de longitud de onda corta de (380 nm a 500 nm aproximadamente).

## Durante la noche

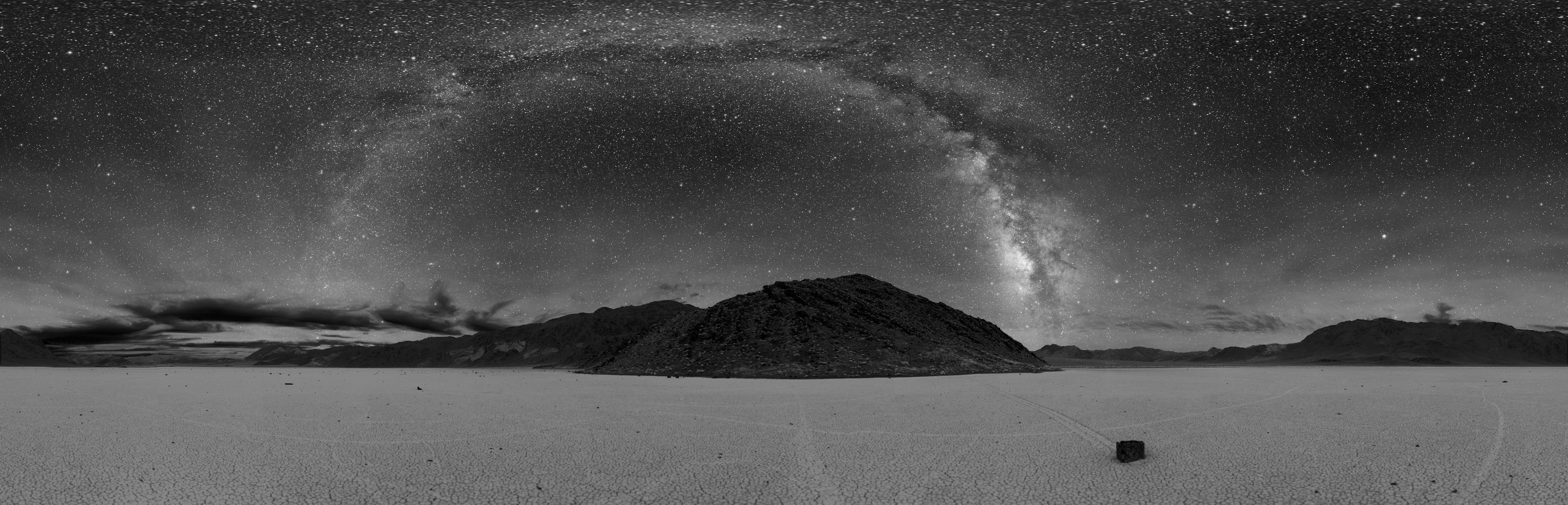
La Vía Láctea puede verse como una gran banda a través del cielo nocturno, y se distorsiona en forma de arco en esta panorámica de 360°.

Por la noche, la vista del cielo es extremadamente oscura, es negro, y en el horizonte oscuro. Esto se debe a que no llega casi nada de luz, solo la reflejada por la Luna, y la de las estrellas, apenas llegan a iluminar la superficie terrestre.
El término cielo nocturno hace referencia al cielo visto por la noche. El término suele asociarse con la observación del cielo y la astronomía, en referencia a las vistas de cuerpos celestes como las estrellas, la Luna y los planetas que se hacen visibles en una noche clara después de la puesta de Sol. Las fuentes naturales de luz en un cielo nocturno incluyen la luz de la Luna, la luz de las estrellas y el resplandor del aire, dependiendo de la ubicación y el momento. El hecho de que el cielo no esté completamente oscuro por la noche puede observarse fácilmente. Si el cielo (en ausencia de la luna y las luces de la ciudad) estuviera totalmente oscuro, no se podría véase la silueta de un objeto contra el cielo.
El cielo nocturno y su estudio ocupan un lugar histórico tanto en las culturas antiguas como en las modernas. En el pasado, por ejemplo, los agricultores utilizaban el estado del cielo nocturno como calendario para determinar cuándo plantar los cultivos. La antigua creencia en la astrología se basa generalmente en la creencia de que las relaciones entre los cuerpos celestes influyen o transmiten información sobre los acontecimientos en la Tierra. El estudio científico del cielo nocturno y de los cuerpos que se observan en él, por su parte, tiene lugar en la ciencia de la astronomía.
Dentro de la astronomía de la luz visible, la visibilidad de los objetos celestes en el cielo nocturno se ve afectada por la contaminación lumínica. La presencia de la Luna en el cielo nocturno ha dificultado históricamente la observación astronómica al aumentar la iluminación ambiental. Sin embargo, con la llegada de las fuentes de luz artificial, la contaminación lumínica ha sido un problema creciente para la observación del cielo nocturno. Los filtros especiales y las modificaciones en las instalaciones de iluminación pueden ayudar a aliviar este problema, pero para obtener las mejores vistas, tanto los astrónomos ópticos profesionales como los aficionados buscan lugares de observación alejados de las grandes zonas urbanas.

## Crepúsculo
El brillo y el color del cielo varían mucho a lo largo de un día, y la causa principal de estas propiedades también difiere. Cuando el Sol está muy por encima del horizonte, la dispersión directa de la luz solar (dispersión de Rayleigh) es la fuente de luz abrumadoramente dominante. Sin embargo, durante el crepúsculo, el periodo entre la puesta de sol y la noche o entre la noche y el amanecer, la situación es más compleja.
Los destellos verdes y los rayos verdes son fenómenos ópticos que se producen poco después de la puesta de sol o antes del amanecer, cuando un punto verde es visible por encima del Sol, normalmente durante no más de uno o dos segundos, o puede parecerse a un rayo verde que sale disparado desde el punto de la puesta de sol. Los destellos verdes son un grupo de fenómenos que obedecen a diferentes causas, la mayoría de los cuales se producen cuando hay una inversión de temperatura (cuando la temperatura aumenta con la altitud en lugar de la disminución normal de la temperatura con la altitud). Los destellos verdes pueden observarse desde cualquier altitud (incluso desde un avión). Suelen verse por encima de un horizonte sin obstáculos, como por ejemplo sobre el océano, pero también se ven por encima de las nubes y las montañas. Los destellos verdes también pueden observarse en el horizonte en asociación con la Luna y los planetas brillantes, incluidos Venus y Júpiter.
La sombra de la Tierra es la que el planeta proyecta a través de su atmósfera y hacia el espacio exterior. Este fenómeno atmosférico es visible durante el crepúsculo civil (después de la puesta del sol y antes de su salida). Cuando las condiciones meteorológicas y el lugar de observación permiten una visión clara del horizonte, la franja de la sombra aparece como una banda oscura o azulada apagada justo por encima del horizonte, en la parte baja del cielo opuesta a la dirección del Sol (poniente o naciente). Un fenómeno relacionado es el Cinturón de Venus (o arco anti crepuscular), una banda rosada que es visible por encima de la banda azulada de la sombra de la Tierra en la misma parte del cielo. Ninguna línea definida divide la sombra de la Tierra y el Cinturón de Venus; una banda de color se desvanece en la otra en el cielo.
El crepúsculo se divide en tres etapas según la profundidad del Sol bajo el horizonte, medida en segmentos de 6°. Después de la puesta de sol, se produce el crepúsculo civil, que finaliza cuando el Sol desciende más de 6° por debajo del horizonte. Le sigue el crepúsculo náutico, cuando el Sol está entre 6° y 12° por debajo del horizonte (profundidad entre -6° y -12°), tras el cual viene el crepúsculo astronómico, definido como el periodo entre -12° y -18°. Cuando el Sol desciende más de 18° por debajo del horizonte, el cielo suele alcanzar su brillo mínimo.
Se pueden identificar varias fuentes como origen del brillo intrínseco del cielo, a saber, el resplandor del aire, la dispersión indirecta de la luz solar, la dispersión de la luz de las estrellas y la contaminación lumínica artificial.

## Otros casos
Las nubes, que se forman de grandes partículas coloras, reciben la luz y la reflejan sin cambiar su color, por eso vemos las nubes blancas. Este es un ejemplo de la difusión de Mie. Si ésta ocurre de forma masiva, la luz no es tanto reflejada, sino retenida, y el blanco pasa de una escala de grises a negro, dependiendo de lo gruesa que sea la nube.